# 貢季斯·烏爾馬尼斯
贡季斯·乌尔马尼斯（1939年9月13日—），拉脱维亚政治家，於1993年到1999年擔任拉脱维亚第五任总统。

## 生平
乌尔马尼斯1939年9月13日出生在里加。他祖父的兄弟是曾担任过拉脱维亚总统和总理的卡尔利斯·乌尔马尼斯。1941年乌尔马尼斯和他的家人被流放到西伯利亚的克拉斯诺亚尔斯克。1946年他回到了拉脱维亚，但他的家人却不允许在里加居留，所以他们住在拉脱维亚库尔迪加区的埃多莱村。
在1949年乌尔马尼斯一家再次流亡，但乌尔马尼斯因他的母亲再婚避免了这种命运，他的姓氏改为鲁姆皮季斯（Rumpītis）。然后他们搬到尤尔马拉市，在那里他进入学校读书，毕业后，他考入了拉脱维亚大学经济系。
大学毕业后，他在1963年参加苏联军队，在那里他呆了两年。1965年，他加入了苏联共产党。他在一个建筑工地担任经济顾问，后来在里加担任电车和无轨电车管理员。后被擢升为里加执行委员会（市政府）规划委员会副主席。然而他过去与卡尔利斯·乌尔马尼斯总统的亲属关系被上级发现，因此他在1971年遭到解雇。然后他在里加市政服务系统任低级公务员。有一段时间他在里加工学院建筑系当建设经济学老师，在拉脱维亚国立大学经济规划系当老师。
拉脱维亚开始恢复独立时，他在1989年退出共产党和恢复他原来的姓——乌尔马尼斯。1992年，他被任命为拉脱维亚国家银行委员会成员。同年加入了拉脱维亚农民联盟。1993年议会选举他为第五任拉脱维亚总统。在他第一轮选举中处于第三，但在Meierovics退出竞选后当选总统。
作为总统，乌尔马尼斯关注外交政策，与国际和地区组织以及其他国家建立友好关系。一个重大的成就是拉脱维亚与俄罗斯达成了撤军条约。在他的总统任期内，拉脱维亚加入了欧洲理事会，并启动加入欧盟程序。他宣布按照欧洲理事会的规范暂停了死刑。
1996年，他再次当选总统。在第一轮选举中，击败议长Ilga Kreituse、Imants Liepa和前共产党主席Alfrēds Rubiks，Rubiks当时在监狱里。
1999年乌尔马尼斯任期结束卸任，退出政坛成为社会活动家，建立了乌尔马尼斯基金，组织了里加2006年的国际冰球锦标赛以及支持里加城堡重建委员会。
2010年乌尔马尼斯重返政坛，成为了新创建的政党“为一个好的拉脱维亚”主席，与人民党和拉脱维亚第一党/拉脱维亚道路党组成联盟，该联盟在2010年10月的议会选举只赢得了8个席位。2011年他宣布他11月不再竞选连任第11届议员。
在业余时间，乌尔马尼斯喜欢读历史书和回忆录、打网球、篮球和排球。他写了两个自传：《No tevis jau ne prasa daudz》和《Mans prezidenta laiks》。
他还是共产主义受害者纪念基金会(Victims of Communism Memorial Foundation)国际顾问委员会的成员。